# Heudüngerling
Der Heudüngerling oder Heuschnittpilz (Panaeolina foenisecii, Syn. Panaeolus foenisecii) ist eine Pilzart aus der Familie der Mürblingsverwandten (Psathyrellaceae) und zählt zur Gattung Panaeolina, die sich von der Gattung der „echten“ Düngerlinge (Panaeolus) durch warzige Sporen unterscheidet. Im Englischen wird die Art als „Haymakers toadstool“ bezeichnet.

## Merkmale

### Makroskopische Merkmale
Die zierlichen Fruchtkörper erscheinen gesellig bis rasig. Der Stiel ist blass bräunlich gefärbt, etwas bereift, weist einen seidigen Glanz auf und erreicht eine Länge von 40–80 mm und wird etwa 2–3 mm dick, die Stielbasis ist schmal. Auf dem Stiel sitzt der halbglockige Hut, der einen Durchmesser von 10–30 mm hat und dunkelbraun, bei Trockenheit tonfarben, gefärbt ist; er ist hygrophan, oft mit dunklerem Rand. Die Lamellen stehen entfernt. Jung sind sie braun und haben eine weiß-fleckige Schneide, im Alter sind sie schwarzbraun und gefleckt. Das Fleisch ist bräunlich gefärbt.

### Mikroskopische Merkmale
Die mandelförmig wirkenden Sporen des Heudüngerlings sind dunkelbraun bis purpurbraun und 13–15 µm lang. Ihre Oberfläche ist rau und warzig.

## Ökologie und Phänologie
Der Heudüngerling besiedelt Graslandschaften und Weiden aller Art, vor allem aber landwirtschaftliche Bereiche. Er lebt saprobiontisch an verrottendem Gras und ist daher häufig auf frisch gemähtem Rasen zu finden. Darüber hinaus ist er auch an Wald- und Wegrändern und auf dem Dung vieler größerer Pflanzenfresser, vor allem Pferde und Rinder, zu finden.
Der Heudüngerling kommt von Sommer bis Herbst in erster Linie kurz nach einer Mahd zum Vorschein, weshalb er auch „Heuschnittpilz“ genannt wird.

## Verbreitung
Das Verbreitungsgebiet des Heudüngerlings erstreckt sich über die gemäßigten Zonen Europas, Nord- und Südamerikas, Asiens, Nordafrikas und Australiens. Er ist relativ häufig.

## Bedeutung
Der Heudüngerling ist ein leicht giftiger Pilz und führt roh gegessen generell zu Störungen im Verdauungssystem. Zwar produziert er wie alle Düngerlinge 5-substituierte Indolverbindungen wie Serotonin, diese sind bei oraler Aufnahme aber wirkungslos. Während in einigen Gebieten in den USA und Kanada der psychoaktive Stoff Psilocybin nachgewiesen werden konnte, konnte er andernorts nicht im Pilz gefunden werden, dementsprechend ist die Verursachung des Psilocybin-Syndroms, wie es auch andere Düngerlinge hervorrufen, stark umstritten. Es ist in einigen Fällen eine halluzinogene Wirkung belegt. Vergiftungsfälle sind aus Großbritannien dokumentiert.